# 天の赤道

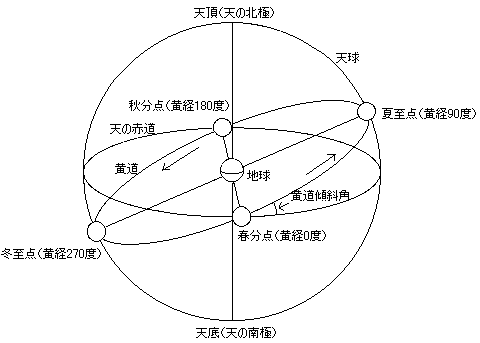
天球

天の赤道（てんのせきどう）は、地球の赤道面を天球にまで延長し、天球上に交わってできる大円のこと。恒星や惑星の天球上の位置を決める基準となる。天球上の緯度を設定するため、天の赤道を0度とし（赤緯）、天球上の経度を設定するため、天の赤道に対して黄道が南から北へと交わる点、春分点を0時とした（赤経）。赤緯は0度から90度（-90度）で表され、赤経は24時までの数字で時、分、秒で表される。
天球を固定したものと考えると、地球の自転軸は極運動や歳差、章動によって動いているので、天の赤道は星の位置に対して常に変動することになる。そこで、こういった変動の平均をとったものを平均赤道といい、見かけ上の赤道を視赤道と呼んでいる。